# Ligue 2 2003/04
Die Ligue 2 2003/04 war die 65. Austragung der zweithöchsten französischen Fußballliga. Es handelte sich dabei um eine Liga ausschließlich mit Profimannschaften.
Gespielt wurde vom 1. August 2003 bis zum 22. Mai 2004. Zweitligameister wurde AS Saint-Étienne.

## Vereine
Teilnahmeberechtigt waren die 14 Vereine, die nach der vorangegangenen Spielzeit weder in die erste Liga auf- noch in die dritte Liga (National) oder tiefer abgestiegen waren; dazu kamen drei Erstligaabsteiger und drei Aufsteiger aus der National.
Somit spielten in dieser Saison folgende 20 Mannschaften um die Meisterschaft der Ligue 2:
- eine aus dem Norden (SC Amiens)
- drei aus Île-de-France und Champagne (US Créteil Lusitanos und die beiden Absteiger CS Sedan sowie ES Troyes AC)
- sechs aus dem Nordwesten (Absteiger Le Havre AC, Aufsteiger FC Rouen, Stade Malherbe Caen, Stade Laval, FC Lorient, Aufsteiger SCO Angers)
- drei aus dem Nordosten (Aufsteiger Racing Besançon, AS Nancy, FC Gueugnon)
- zwei aus dem Südwesten (La Berrichonne Châteauroux, Chamois Niort)
- fünf aus dem Südosten (Clermont Foot Auvergne, AS Saint-Étienne, Grenoble Foot, AS d’Origine Arménienne Valence, FC Istres)

Direkt aufstiegsberechtigt waren die drei erstplatzierten Klubs. Die drei schlechtestplatzierten Teilnehmer mussten absteigen und wurden durch ebenso viele Drittligaaufsteiger ersetzt.

## Saisonverlauf
Jede Mannschaft trug gegen jeden Gruppengegner ein Hin- und ein Rückspiel aus, einmal vor eigenem Publikum und einmal auswärts. Es galt die Drei-Punkte-Regel; bei Punktgleichheit gab die Tordifferenz den Ausschlag für die Platzierung.
Mit Saint-Étienne kehrte der französische Rekordmeister ins „fußballerische Oberhaus“ zurück; begleitet wurden die Verts von der Mannschaft aus Caen und – zum ersten Mal in deren Vereinsgeschichte – derjenigen aus Istres. Dagegen scheiterten die Merlus aus Lorient als Tabellenvierter zum zweiten Mal in Folge knapp am Wiederaufstieg; nicht besser erging es den drei Erstligaabsteigern, die sich sämtlich auf ein weiteres Jahr in der Ligue 2 einrichten mussten. In der unteren Region der Tabelle mussten bis kurz vor Ende dieser Spielzeit noch acht Mannschaften dagegen ankämpfen, nicht zu den beiden Mannschaften zu gehören, die die frühzeitig abgeschlagenen „Roten Teufel“ aus Rouen in die dritte Liga begleiteten. Dieses Los traf schließlich Vorjahresaufsteiger Besançon – die Elf aus der Hauptstadt der Franche-Comté ist bis ins zweite Jahrzehnt des 21. Jahrhunderts hinein die Mannschaft mit den meisten Zweitligajahren in Frankreich – und die „Armenier“ aus Valence.
In den 380 Begegnungen wurden 860 Treffer erzielt; das entspricht einem Mittelwert von knapp 2,3 Toren je Spiel. Erfolgreichster Torschütze und damit Gewinner der Liga-Torjägerkrone war David Suarez aus Amiens mit 17 Treffern. Zur folgenden Spielzeit kamen mit En Avant Guingamp, Le Mans UC und HSC Montpellier drei Absteiger aus der Ligue 1 hinzu; aus der dritthöchsten Liga stiegen drei Mannschaften auf, nämlich FCO Dijon, Stade Brest und Stade Reims.

## Abschlusstabelle
| Pl. | Verein                 | Sp. | S  | U  | N  | Tore    | Diff. | Punkte |
| --- | ---------------------- | --- | -- | -- | -- | ------- | ----- | ------ |
| 1.  | AS Saint-Étienne       | 38  | 22 | 7  | 9  | 044:290 | +15   | 73     |
| 2.  | SM Caen                | 38  | 20 | 11 | 7  | 056:310 | +25   | 71     |
| 3.  | FC Istres              | 38  | 19 | 9  | 10 | 044:260 | +18   | 66     |
| 4.  | FC Lorient             | 38  | 17 | 10 | 11 | 057:450 | +12   | 61     |
| 5.  | CS Sedan (A)           | 38  | 15 | 15 | 8  | 042:310 | +11   | 60     |
| 6.  | AS Nancy               | 38  | 14 | 13 | 11 | 045:360 | +9    | 55     |
| 7.  | Le Havre AC (A)        | 38  | 15 | 10 | 13 | 044:460 | −2    | 55     |
| 8.  | Chamois Niort          | 38  | 13 | 14 | 11 | 047:440 | +3    | 53     |
| 9.  | SC Amiens              | 38  | 15 | 8  | 15 | 043:450 | −2    | 53     |
| 10. | ES Troyes AC (A)       | 38  | 13 | 13 | 12 | 043:480 | −5    | 52     |
| 11. | LB Châteauroux         | 38  | 13 | 10 | 15 | 044:490 | −5    | 49     |
| 12. | US Créteil             | 38  | 10 | 15 | 13 | 041:470 | −6    | 45     |
| 13. | SCO Angers (N)         | 38  | 11 | 12 | 15 | 036:430 | −7    | 45     |
| 14. | Clermont Foot Auvergne | 38  | 9  | 17 | 12 | 036:480 | −12   | 44     |
| 15. | Grenoble Foot          | 38  | 9  | 16 | 13 | 038:430 | −5    | 43     |
| 16. | FC Gueugnon            | 38  | 9  | 15 | 14 | 040:430 | −3    | 42     |
| 17. | Stade Laval            | 38  | 10 | 12 | 16 | 051:550 | −4    | 42     |
| 18. | ASOA Valence           | 38  | 9  | 13 | 16 | 045:560 | −11   | 40     |
| 19. | Racing Besançon (N)    | 38  | 8  | 14 | 16 | 037:450 | −8    | 38     |
| 20. | FC Rouen               | 38  | 5  | 14 | 19 | 027:500 | −23   | 29     |

Platzierungskriterien: 1. Punkte – 2. Tordifferenz – 3. geschossene Tore

| (A) | Absteiger aus der Ligue 1 2002/03 |
| (N) | Neuaufsteiger                     |